# Expressway 251 (Südkorea)
Der Expressway 251  ist eine Schnellstraße in Südkorea. Die Autobahn ist eine Verbindung von dem Expressway 25 bei Nonsan und dem Expressway 1 bei der Großstadt Daejeon in der Mitte von Südkorea. Die Autobahn ist 54 Kilometer lang.

## Straßenbeschreibung
Südlich von Nonsan beginnt der Expressway 251 an einem Kreuz mit dem Expressway 25. Der Expressway 251 verläuft in nordöstlicher Richtung durch flache Ebenen mit einigen Bergen. Im Süden von Daejeon wird der Expressway 300 gekreuzt, der den südlichen Ring von Daejeon bildet. Der Expressway 251 bildet den westlichen Ring von Daejeon. Die Autobahn hat 2 × 2 Fahrspuren und läuft entlang des Stadtgebiets. Auf der Westseite von Daejeon endet der Expressway 30 aus Gongju kommend. Nach einer Kurve in Richtung Osten endet die Autobahn im Norden der Stadt und geht in den Expressway 1 über, der Autobahn von Seoul nach Busan.

## Geschichte
Der Bau des damaligen Expressway 25, begann am 15. April 1970, als eine einzige Spur mit einem Zweig zum Expressway 1 der damals eröffnet wurde. Dieser Teil wurde am 30. Dezember 1970 für den Verkehr freigegeben. Am 25. April 1983 begann die Bauarbeiten für die zweite Fahrspur zwischen Daejeon und Nonsan. Diese zweite Fahrspur wurde am 26. Dezember 1985 für den Verkehr freigegeben. Am 25. August 2001 wurde der Teil von Nonsan nach Daejeon als Expressway 251 umnummeriert.

## Eröffnungsdaten der Autobahn
| von          | nach                 | Länge | Datum      |
| ------------ | -------------------- | ----- | ---------- |
| Nonsan       | Hoedeok (1 × 2)      | 54 km | 30.12.1970 |
| Daejeon-West | Hoedeok (2 × 2)      | 20 km | 14.09.1985 |
| Nonsan       | Daejeon-West (2 × 2) | 34 km | 26.12.1985 |

## Verkehrsaufkommen
Im Jahr 2008 fuhren täglich 31.000 Fahrzeuge auf dem Teilstück bei Nonsan und bei Daejeon fuhren 51.000 Fahrzeuge.

## Ausbau der Fahrbahnen
| von           | nach         | Länge | Fahrspuren |
| ------------- | ------------ | ----- | ---------- |
| Expressway 25 | Expressway 1 | 54 km | 2 × 2      |